# Overload (Lied)
Overload (englisch für „Überlast“) ist die Debütsingle der britischen Pop-Girlgroup Sugababes aus dem Jahr 2000.

## Entstehung und Inhalt
Geschrieben wurde das Lied von Keisha Buchanan, Mutya Buena, Siobhán Donaghy, Felix Howard, Cameron McVey, Jony Rockstar und Paul Simm. McVey war darüber hinaus für die Produktion verantwortlich. Die Erstveröffentlichung erfolgte am 11. September 2000 zuerst als Single, im November desselben Jahres dann auch auf dem Debütalbum One Touch.

### Inhalt
Der Song "Overload" der britischen Girlgroup Sugababes beschreibt das Gefühl der Verwirrung und Aufregung, das mit der ersten Verliebtheit einhergeht. Die Liedtexte thematisieren die überwältigenden Emotionen und das innere Chaos, das durch romantische Gefühle hervorgerufen wird. Der Refrain betont dabei das zentrale Motiv des "Overload" durch Emotionen, das sich im Titel widerspiegelt. Musikalisch kombiniert der Song Elemente aus R&B, Pop und Alternative und zeichnet sich durch ein minimalistisches, rhythmusbetontes Arrangement aus, das die Stimmen der Bandmitglieder in den Vordergrund stellt.

## Rezeption
Der Song wurde von der Kritik insgesamt sehr positiv aufgenommen.
NME lobte den Song für seine "eindringlich ansteckende" Qualität und hob seine einzigartige Mischung aus geloopten Beats und gefühlvollem Gesang hervor. Der Observer beschrieb ihn als "einen Hit mit unerwarteter Klasse", der "sie auf ihrem steinigen Weg zum Ruhm brachte". Rate Your Music bemerkte die hypnotisierende Qualität des Songs und wie er die Stimmung verbessern kann, wenn er im richtigen Moment gespielt wird.

### Charts und Chartplatzierungen
| ChartsChartplatzierungen     | Höchstplatzierung | Wochen |
| ---------------------------- | ----------------- | ------ |
| Deutschland (GfK)            | 3 (15 Wo.)        | 15     |
| Österreich (Ö3)              | 3 (14 Wo.)        | 14     |
| Schweiz (IFPI)               | 5 (29 Wo.)        | 29     |
| Vereinigtes Königreich (OCC) | 6 (8 Wo.)         | 8      |

| ChartsJahrescharts (2001) | Platzierung |
| ------------------------- | ----------- |
| Deutschland (GfK)         | 48          |
| Schweiz (IFPI)            | 69          |

### Auszeichnungen für Musikverkäufe
| Land/Region                  | Auszeichnungen für Musikverkäufe (Land/Region, Auszeichnung, Verkäufe) | Verkäufe |
| ---------------------------- | ---------------------------------------------------------------------- | -------- |
| Deutschland (BVMI)           | Gold                                                                   | 250.000  |
| Vereinigtes Königreich (BPI) | Silber                                                                 | 200.000  |
| Insgesamt                    | 1× Silber · 1× Gold ·                                                  | 450.000  |